# William B. Magruder
William Beans Magruder (* 11. Februar 1810 im Montgomery County, Maryland; † 30. Mai 1869) war ein US-amerikanischer Politiker. Zwischen 1856 und 1858 war er Bürgermeister von Washington, D.C.

## Leben
William Magruder wurde in Maryland geboren und wuchs in Georgetown auf, das bis 1871 eine selbständige Kommune war. Nach einem Medizinstudium und seiner um das Jahr 1831 erfolgten Approbation als Arzt begann er in Washington in diesem Beruf zu arbeiten. Er machte sich bei der erfolgreichen Bekämpfung einer Choleraepidemie einen Namen. Aus diesem Grunde wurde er zwischenzeitlich nach Cincinnati in Ohio berufen, als diese Stadt ebenfalls mit einer Choleraepidemie kämpfte. Anschließend kehrte er nach Washington zurück.
Seine politische Laufbahn begann im Jahr 1835, als er Mitglied im Gesundheitsausschuss von Washington wurde. Außerdem gehörte er bis 1856 dem Stadtrat an. Seine Parteizugehörigkeit wird in den Quellen nicht erwähnt. Er war aber ein Gegner der Know-Nothing Party. Im Jahr 1856 wurde er als Gemeinschaftskandidat aller anderen wichtigen Parteien gegen den Know-Nothing-Kandidaten Silas H. Hill mit einer Mehrheit von 13 Stimmen zum Bürgermeister der Bundeshauptstadt gewählt. Dieses Amt bekleidete er zwischen dem 9. Juni 1856 und dem 14. Juni 1858. Wie erwähnt erstreckten sich seine Befugnisse nicht auf die damals noch selbständige Stadt Georgetown.
Als Bürgermeister arbeitete er an der Verbesserung der Infrastruktur seiner Stadt. Im Jahr 1857 kam es in Washington zu politischen Unruhen, die vor allem von Anhängern der Know-Nothing Party ausgelöst wurden. Es wurden Schlägertrupps engagiert und Bürger wurden belästigt, schikaniert und terrorisiert. Der Bürgermeister bat Präsident James Buchanan um militärische Hilfe. Schließlich mussten die Aufrührer nachgeben und abziehen. 1858 wurde er nicht mehr für das Amt des Bürgermeisters nominiert. Zwei Jahre später kandidierte er als unabhängiger Kandidat erfolglos erneut für dieses Amt. Nach dem Ende seiner Zeit als Bürgermeister praktizierte William Magruder wieder als Arzt. Er starb am 30. Mai 1869 an Magenproblemen.